# Carla en Frank van Putten
Carla en Frank van Putten waren twee typetjes, moeder en zoon, gespeeld door Kees van Kooten en Wim de Bie. Ze kwamen in totaal twaalf sketches voor in afleveringen van het televisieprogramma Keek op de week van het duo Van Kooten en De Bie.
Het typetje Carla van Putten, een geblondeerde weduwe met lange oorbellen en een hoge schreeuwerige stem, kwam al voor in 1985. In 1990 kwam daarbij zoon Frank, altijd gekleed in een lange regenjas met das. Hij sprak op een vreemde manier met opgetrokken mond en met een gesuggereerde persoonlijkheidsstoornis of andere psychische problematiek. Aanleiding was de maatschappelijke en politieke discussie over het geregistreerd partnerschap. In een scène gaat Carla in een witte bruidsjurk met Frank naar het gemeentehuis om tevergeefs een "halvarinebriefje" te halen.
Frank is een nestblijver en woont ondanks zijn middelbare leeftijd nog steeds bij zijn moeder, die hem continu betuttelt. Dat leidt tot grote frustratie bij Frank. Ze lopen vaak gearmd op straat, waarbij moeder een huppelpasje moet maken om in gelijke stap met haar slungelige zoon te komen. Ondertussen laat hij zijn moeder maar rebbelen en verlustigt hij zich aan seksuele fantasieën over een "lekkere del van een meid" om mee "te rollebollen". Telkens beseft hij echter dat hij geen "lekkere del van een meid" heeft om mee "te rollebollen", want daar is hij "voor behandeld". Hij heeft slechts zijn moeder. Uiteindelijk verlaat hij toch het ouderlijk huis en verhuist naar het tuinhuisje in de tuin van zijn moeder.

## Bekende sketches
In de meeste sketches geeft Frank van Putten aan dat hij niet wil wat zijn moeder wil ('Ik wil helemaal geen...') en schetst hij een droombeeld van hemzelf met een mooie, blonde vrouw. Zijn droombeeld eindigt met een terugkeer naar de werkelijkheid, waarbij hij de gevleugelde woorden spreekt: 'Maar ik heb helemaal geen vriendin, daar ben ik voor behandeld'.
De eerste moeder en zoon Van Putten uit 1990: 'Uh nee, het is niet mogelijk dat ik met een vreemde vrouw samenwoon, daar ben ik indertijd voor behandeld. Maar het zit er niet in, maar wel samenwonen met mijn moeder, dat gaat goed.' 
Moeder en zoon gaan met de auto naar de stad om een bandplooibroek te kopen uit 1992. 'Al zou de hele binnenstad autoluw worden, dan lost dat niets op want mijn moeder kan niet parkeren. Ik wel, ik kan wel parkeren. Maar ik heb geen rijbewijs. Dat durf ik niet te halen, daar ben ik voor behandeld.' Omdat de winkels inmiddels gesloten zijn, keren ze onverrichter zake weer huiswaarts. Ook daarvoor geldt dat hij "ervoor wordt behandeld".

Moeder en zoon zoeken een partner voor Frank: 'Ik wil helemaal geen leuke meneer, ik wil een lekkere, ronde, blonde meid om mee te rollebollen onder de kerstboom en om mee op wintersport te gaan en dan op tweeduizend meter hoogte, dan trekken we de skibroeken uit en wrijven we elkaars billen in met sneeuw, omdat we dat fijn vinden. Maar ja, ik heb geen lekkere blonde vriendin, ik heb alleen mijn moeder, en daar ben ik voor behandeld.' 
Moeder en zoon kopen een televisie voor Frank: 'Ik wil helemaal geen eigen kamer, ik wil een houten bungalow ergens heel ver weg, in Finland, waar ik de hele dag op elanden kan jagen, die je kan roosteren in het openhaardvuur waar voor mijn blonde vriendin ligt op haar buik te wiebelen met haar grote, lange, blote benen. Maar ja, ik heb geen blonde vriendin, ik heb alleen mijn moeder, daar ben ik voor behandeld.' 
Moeder en zoon kopen een bed voor Frank: 'En ik wil helemaal geen eenpersoonsbed, ik wil een groot, rond, zilveren waterbed, waarop genoeg ruimte is voor drie lekkere, blonde meiden met ronde, pronte konten die het water laten klotsen als ik er een klap op geef, omdat ik handen tekort kom. En mijn moeder, die is er dan niet. Nee, ze is niet dood maar ze is ergens logeren in het Harz-gebergte (in Duitsland). Maar ja, ik heb geen drie blonde vriendinnen, ik heb niet eens één rooie vriendin. Ik heb alleen mijn moeder, daar ben ik voor behandeld.' 
Moeder en zoon kopen een boek: 'Ik wil helemaal niet lekker lezen, ik wil lekker leven met een lekkere vriendin, en ik wil helemaal niet lekker lezen over reizen. Ik wil echt reizen met die vriendin, door de binnenlanden van Borneo, en dan liggen we samen in een tentje, lekker te zweten, en dan kruipt er een slang over mijn vriendin en die ontdek ik op tijd en dan sla ik de slang hartstikke dood. Maar ik heb geen lekkere vriendin, ik heb alleen mijn moeder, daar ben ik voor behandeld.' 
Moeder en zoon gaan apart wonen: 'En ik wil geen thee drinken met mijn moeder, ik wil in mijn eigen huis whiskey zuipen met een lekkere vriendin. Een vriendin die van die kleine, geile sigaartjes rookt. Maar ik heb geen vriendin die kleine sigaartjes rookt.' 
Moeder en zoon gaan trouwen: 'Ik wil dit niet, ik wil een woeste vrijgezellenavond die volkomen uit de hand loopt. En dan wil ik trouwen, de volgende dag, met een kater en met een lekkere meid. Maar ik ken geen lekkere meid.' 
De kerstboom van moeder en zoon: 'Ik wil helemaal geen kerstmis vieren met een boom met kluit, ik wil naakt onder de mistletoe liggen rollebollen op een witte berenhuid met een wilde vriendin die iets aan heeft waar ze niets onder aan heeft. Maar ja, ik heb geen wilde vriendin, ik heb alleen mijn moeder.' 
Sinterklaas, reuzegezellig!: 'Dan gaat ze voor mij een flesje aftershave kopen, daar krijg ik al 20 jaar hetzelfde gedicht bij: om na het scheren, op je snoet te smeren. En dan koop ik dadelijk daar voor haar drie zakdoekjes, die verpak ik in een knot wol en dan moet ik er een gedicht bij maken van minimaal 20 regels. Maar ik wil dit niet meer, ik kan er niet meer tegen. Ik wil rode lingerie voor een geile vriendin, maar ik heb geen vriendin, daar ben ik voor behandeld. Ik heb alleen mijn moeder, dat is het grote probleem.' 
Moeder en zoon gaan zwieren op het ijs: 'En ik hou helemaal niet van schaatsen. Ja, ik zou het wel kunnen maar ik wil het niet leren, want dan moet ik zwieren met mijn moeder. En ik wil helemaal niet zwieren met mijn moeder. Ja, met een lekkere del van een meid wil ik zwieren langs de cafés. Maar ik heb geen lekkere del van een meid, daar ben ik voor behandeld.' 